# Lovebug Starski

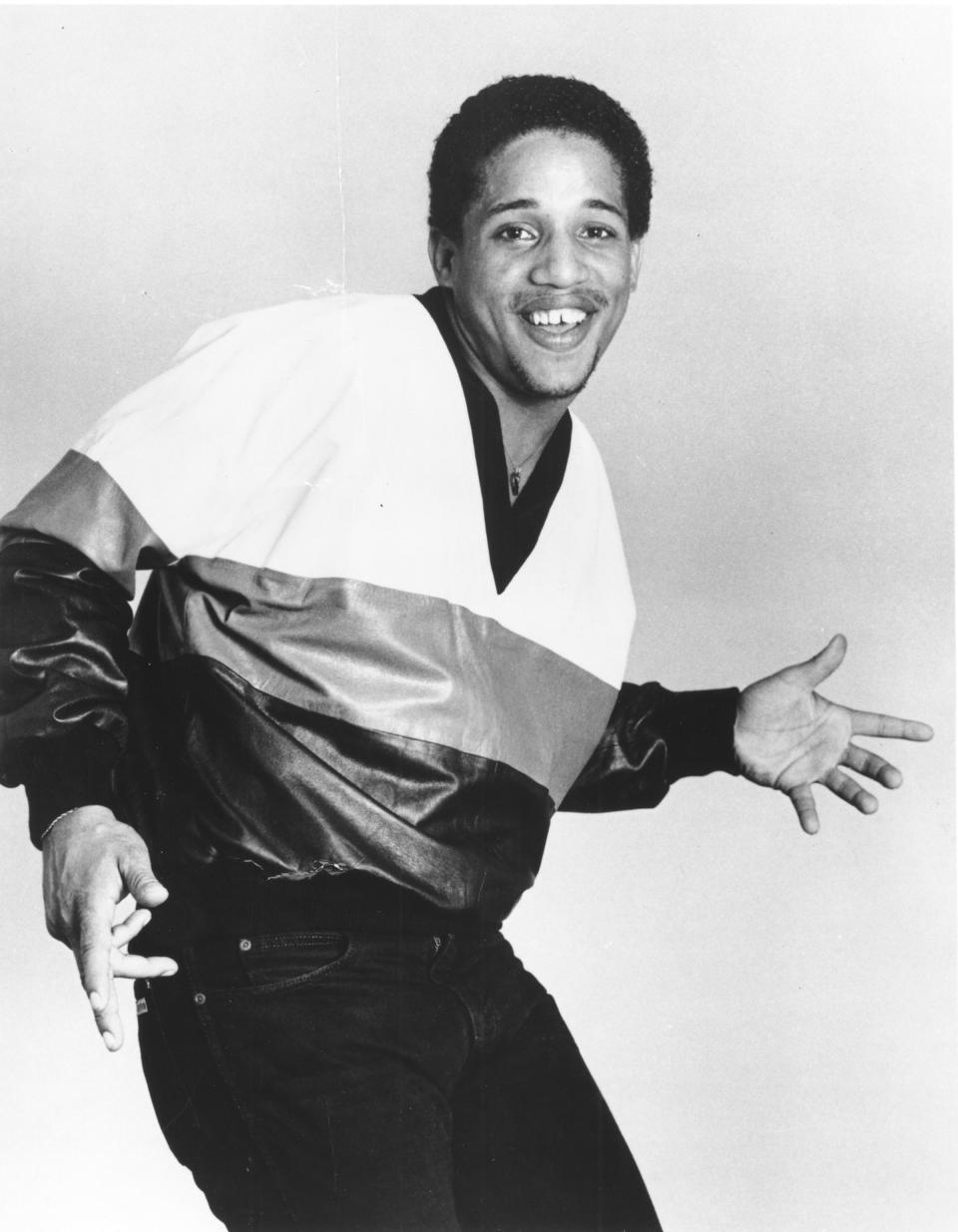
Lovebug Starski

Lovebug Starski (* 16. Mai 1960 in der Bronx, New York City; † 8. Februar 2018 in Las Vegas, Nevada; bürgerlich Kevin Smith, auch bekannt als Little Starsky) war ein US-amerikanischer Hip-Hop-DJ und einer der Pioniere des Genres. Auf ihn oder auf seinen ehemaligen Partner DJ Hollywood geht der Ursprung des Begriffs Hip Hop zurück.
Er begann mit seiner Karriere als DJ in den späten 1970er Jahren und wurde 1978 DJ am damals berühmten Club Disco Fever in New York City und im Harlem World, einem Club, der damals als Heimat vieler Battle Rapper bekannt war. Seine erste Single Positive Life erschien in den 1980er Jahren, seine erste LP House Rock danach. Durch eine Gefängnisstrafe wurde seine Karriere zwischenzeitlich unterbrochen, er setzte sie aber noch in den 1980er Jahren fort.
Lovebug Starski war hauptverantwortlich für den Soundtrack zum Film Rappin' und versuchte vor einigen Jahren ein Comeback zusammen mit DJ Hollywood als The Veteranz. Er starb 57-jährig an einem Herzinfarkt.

## Diskografie
- House Rocker
- Amityville
- Saturday Night
- Positive Life (mit Harlem World Crew)
- Gangster Rock (als Little Starsky)